# Масові заворушення
Ма́сові завору́шення — організація або активна участь у заворушеннях, що супроводжувалися насильством над особою, погромами, підпалами, знищенням майна, захопленням будівель або споруд, насильницьким виселенням громадян, опором представникам влади із застосуванням зброї або інших предметів, які використовували як зброю.

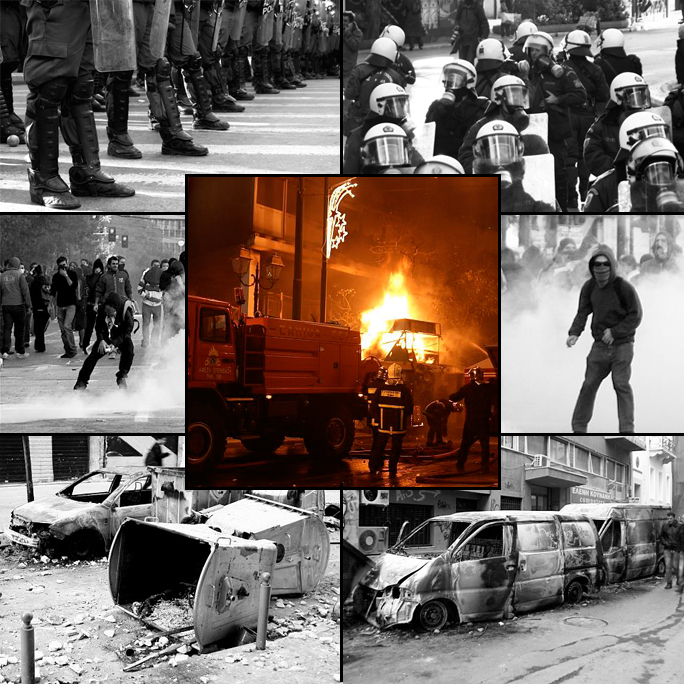
Масові заворушення в Греції, 2008 рік

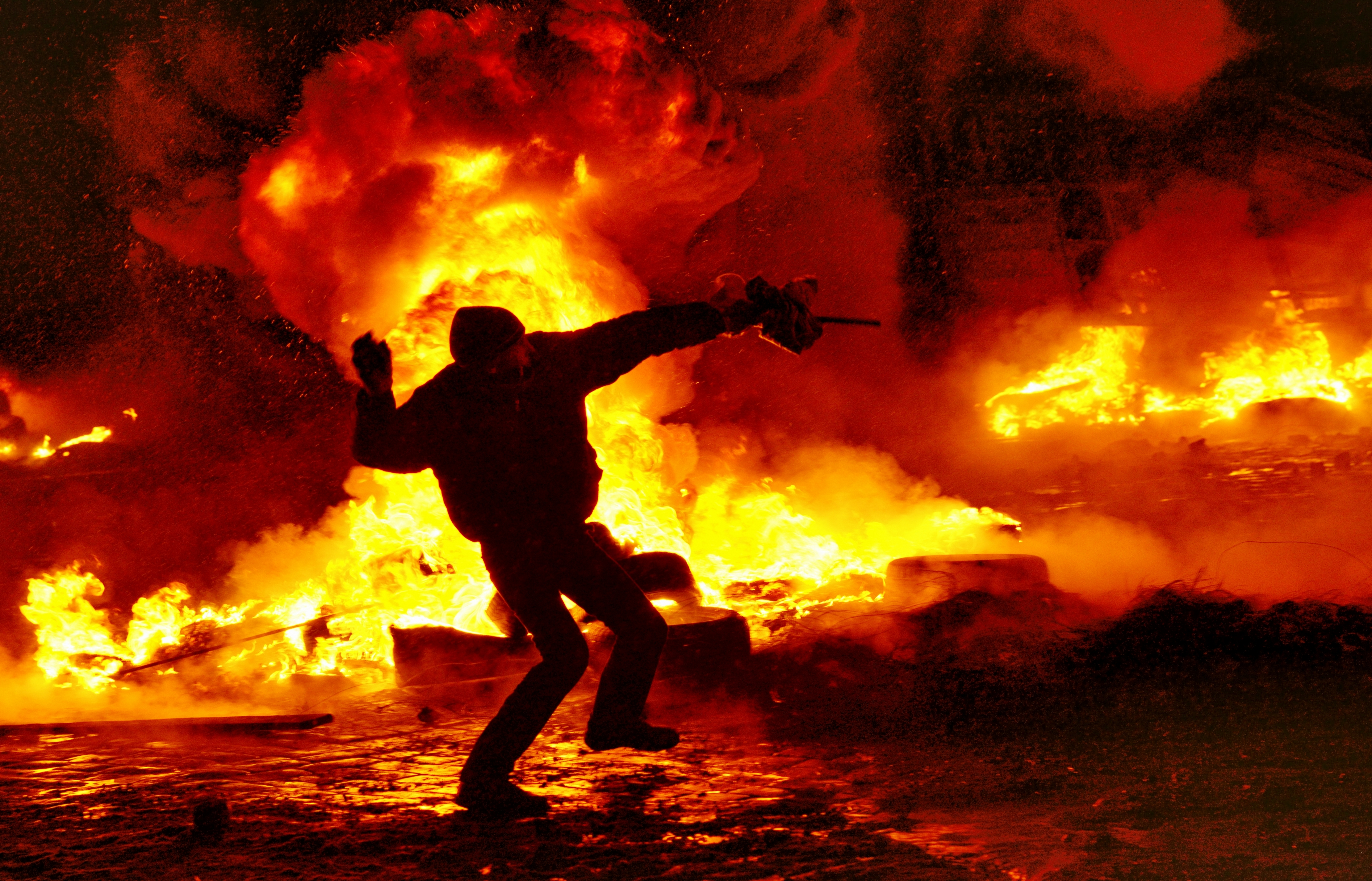
Масові заворушення, 2013 рік.

Масові заворушення характеризуються участю в них великої кількості осіб незалежно від наявності чи відсутності попередньої змови й заздалегідь розробленого плану злочинних дій.
Масові заворушення — злочин, передбачений статтею 294 Кримінального кодексу України.

## Суспільна небезпека
Суспільна небезпека масових заворушень полягає в тому, що вони спроможні, хоча і тимчасово, паралізувати діяльність органів державної влади і управління, призвести до масштабних порушень громадського порядку, поставити під загрозу громадську безпеку, потягти за собою людські жертви, завдати суттєвої економічної шкоди державі, суспільству або конкретній особі.

## Об'єкт злочину
Безпосереднім об'єктом злочину є громадський порядок та громадська безпека.

## Об'єктивна сторона злочину
Об'єктивна сторона цього злочину передбачає дві форми дій: по-перше, організацію масових заворушень, які призвели до насильства над особою, до погромів, підпалів, знищення майна, захоплення будівель або споруд, насильницьке виселення громадян, опір представникам влади із застосуванням зброї або інших предметів, які використовували як зброю, а по-друге, активну участь у зазначених діях.
Під організацією масових заворушень розуміють діяльність, по-перше, спрямовану на підшукування і підготовку осіб для участі в масових заворушеннях, об'єднання натовпу, а по-друге, керівництво такими діями, які спрямовані на збудження у людей негативного ставлення до законної влади, існуючого в державі правопорядку і громадської безпеки та на підбурювання натовпу до вчинення насильства над громадянами, погромів, підпалів, знищення майна, опору представникам влади, захоплення будівель, насильницького виселення громадян.
Способи здійснення організаційних дій можуть бути різними:
- скликання (збирання) натовпу;
- звернення до нього, підготовка і розповсюдження листівок або інших друкованих видань;
- заклики до непокори, вчинення опору представникам влади, оголошення звернень, у тому числі доведення до натовпу завідомо неправдивої інформації (цьому можуть передувати дії з розповсюдження відповідних чуток);
- підбурювання до погромів;
- розподіл ролей серед своїх прибічників;
- розробка планів дій натовпу з урахуванням настрою людей, накопичених ними образ з визначенням винних у стані, що склався, та ін.

Злочин у формі організації масових заворушень вважається закінченим, якщо дії організатора були результативними, тобто призвели до вчинення дій, зазначених у КК України, або до спроби їх вчинити.
Під насильством над особою розуміють всі можливі форми насильницьких дій — нанесення ударів, побоїв, тілесних ушкоджень, незаконне позбавлення волі та ін. Застосування насильства може бути спрямоване і на представників влади.
Вважається, що групові бійки, які виникають, як правило, на ґрунті особистих образ, не утворюють складу злочину, передбаченого статтею 294 КК України, хоча і вчиняються натовпом і можуть супроводжуватися спричиненням тілесних ушкоджень або навіть вбивствами. Але у цьому разі відсутня така важлива ознака масових заворушень, як зазіхання на діяльність органів державної влади і управління. Вчинення під час таких дій опору представникам влади виступає як елемент, супутній бійці, але не як мета їх вчинення.
Активна участь у масових заворушеннях — це безпосередня участь осіб у насильстві та інших діях, передбачених диспозицією статті 294 КК України. Лише знаходження у натовпі під час масових заворушень не свідчить про активну участь особи у безпорядках.

## Суб'єктивна сторона злочину
Суб'єктивна сторона масових заворушень характеризується прямим умислом дій їх організаторів та активних учасників. Їх психічне ставлення до суспільно небезпечних наслідків може виражатися і в непрямому умислі.

### Мотиви та цілі злочину
Мотиви та цілі злочину можуть бути різними: 
- політичні,
- корисливі,
- релігійні,
- хуліганські,
- помста (покарання осіб, винних з погляду активних учасників масових заворушень, наприклад, у погіршенні умов життя, безробітті),
- інші.

Мотиви та цілі злочину не впливають на кваліфікацію злочину, але враховуються при призначенні покарання.

### Мотиви і цілі організаторів
Мотиви і цілі організаторів, підбурювачів і учасників масових безладів можуть бути найрізноманітнішими і на кваліфікацію не впливають. Найчастіше це незадоволеність соціально-економічною ситуацією, діяльністю органів влади і управління; націоналістичні спонуки; політичний екстремізм.

### Види масових заворушень
Кваліфікуючими видами масових заворушень є організація масових заворушень або активна участь в них, якщо ці дії призвели до загибелі людей або інших тяжких наслідків. Загибель людей — заподіяння смерті одній чи кільком особам. Під іншими тяжкими наслідками розуміється заподіяння тяжких тілесних ушкоджень одній чи більше особам, середньої тяжкості тілесних ушкоджень двом чи більше особам, значних матеріальних збитків юридичним чи фізичним особам.

## Суб'єкт злочину
Суб'єктом масових заворушень можуть бути лише їх організатори і активні учасники, які досягли 16-річного віку. Особи у віці від 14 до 16 років, які знаходилися у натовпі, можуть нести відповідальність у разі, якщо вчинили інші злочини: вбивства, зґвалтування та деякі інші.

## Кваліфікація за кримінальним законодавством України
У Кримінальному кодексі України стаття про відповідальність за масові заворушення, в порівнянні із ст. 71 Кримінального кодексу УРСР 1960 р., зазнала істотні зміни. В Кримінальному кодексі УРСР 1960 р. відповідальність за організацію масових заворушеннь, що супроводжувалися насильством над особою, погромами, підпалами, знищенням майна, опором представникам влади із застосуванням зброї або інших предметів, які використовували як зброю, а так само активна участь у масових безпорядках не диференціювалася.
Вчинення дій, передбачених диспозицією ст. 294 КК України охоплюює заподіяння тілесних ушкоджень, за винятком тяжких, які кваліфікуються за сукупністю злочинів. (ст.121 КК України). Додаткової кваліфікації потребують вчинені під час заворушень вбивства (ст.115 КК України) та зґвалтування (ст.152 КК України).
Умисне знищення або пошкодження чужого майна під час масових заворушень, вчинене шляхом підпалу, вибуху чи іншим загально небезпечним способом, або заподіяння майнової шкоди в особливо великих розмірах необхідно кваліфікувати за сукупністю злочинів, передбачених ч.2 ст.294 КК України і ч. 2 ст.194 КК України.
Якщо при вчиненні злочину, передбаченого ст.392 КК України (дії, що дезорганізують роботу виправних установ), напад на адміністрацію виправної установи поєднаний з погромами, насильством над особою та іншими діями, передбаченими диспозицією ст.294 КК України, то такі дії винних кваліфікуються за сукупністю злочинів, передбачених ст. 294 і 392 КК України.
Масові заворушення слід відрізняти від групових порушень громадського порядку (ст.293 КК України). Учасники перших безпосередньо вчиняють погроми, руйнування, підпали та інші подібні дії або вчиняють збройний опір владі і цим можуть дезорганізувати і навіть паралізувати на якийсь час діяльність органів влади та управління, створюючи загрозу для громадської безпеки. Вони також можуть мати хуліганський характер, але, на відміну від дій, передбачених ст. 293 КК України, виходять не від окремої групи, а від натовпу (масового скупчення людей). При груповому порушенні громадського порядку ці ознаки відсутні.